# Villarrica (ciutat de Xile)
Villarrica és una ciutat i comuna de Xile, de la província de Cautín a la IXa Regió d'Araucanía. Amb Gorbea, Cunco, Loncoche, Pucón, Curarrehue i Toltén, integra el Districte Electoral Núm. 52 i pertany a la 15a Circumscripció Senatorial (Araucanía Sur). La ciutat de Villarrica es troba a 227 msnm. a la riba del llac Villarrica. Segons dades del cens de l'any 2017 la població de Villarrica era de 55.478 habitants, observant-se una variació intercensal del 21,85%, variació que la situa entre una de les més altes de la regió. Aquesta població distribuïda, de manera heterogènia, en 1.291 km² tenia una densitat de 42,97 hab. / km².

## Geografia
Villarrica és administrativament una comuna de la província de Cautín, a la IX Regió de l'Araucanía. Villarrica és a una altura de 227 msnm, a una distància de 764 km de Santiago, 87 km de Temuco i a 102 km del pas Mamuil Malal, pas fronterer cap a l'Argentina.

### Comunes limítrofes amb Villarrica
| Noroest: Freire i Pitrufquén | Nort: Cunco      | Norest: Cunco       |
| Oest: Loncoche               |                  | Este: Pucón         |
| Sud-oest: Panguipulli        | Sur: Panguipulli | Surest: Panguipulli |

### Geomorfologia

Imatge del volcà Villarrica

Villarrica és a l'extrem oriental de la Depresión intermedia, específicament a la zona del complex muntanyós-glacio-lacustre, el qual és una zona produïda per la interacció de la Serralada dels Andes i la Cordillera de la Costa. Villarrica es troba en aquestes terrasses, situades en la precordillera de la regió. El sector urbà de la ciutat es troba als peus del turó "Huifquenco", zona més alta en el radi urbà proper.

### Medi ambient
La comuna de Villarrica és a la zona ecològica de tipus mediterrània per-humida, destacant alta vegetació i pluges constants durant tot l'any, les quals varien depenent de l'estació de l'any. La degradació de l'entorn natural no és un problema a gran escala a la ciutat, però és una situació latent i en constant creixement, que es desenvolupa amb l'expansió que té el sector urbà en tota l'àrea comunal. És preocupant l'increment substancial de la contaminació de l'aire de la comuna, ja que per la seva localització, es fa recurrent l'ús d'estufes i cuines a llenya, les quals contaminen en gran manera el aire de la zona. El smog que mostra la ciutat en alguns dies de l'any, es fa notori en hivern, encara que la ventilació i la humitat que té el sector en aquesta època de l'any, dissipa una petita part de la contaminació de l'aire que pateix la comuna. Aquesta situació també es fa notar en l'estiu, on l'ús de calefacció a base de llenya durant la nit, provoca l'augment de partícules contaminants en l'aire. Aquest “superàvit” de contaminació genera una capa de fum, la qual dificulta la respiració i genera un petit ardor als ulls. Un altre dels problemes és el creixement urbà que té la ciutat de Villarrica, el qual obliga a poblacions maputxes a patir les conseqüències d'una expansió no regulada per les autoritats locals. La contaminació del llac Villarrica és una de les situacions més conegudes en el que és el projecte ambiental de la comuna. Alguns estudis indiquen que hi ha un cert nivell de contaminació en el llac, però la normativa actual no ho considera així, de manera que les accions que podrien aturar el seu augment no poden ser executades, pel fet que no hi ha gent o no hi ha fons. Els factors que provoquen aquests efectes en el llac són tant naturals com antropogènics. En la comuna hi ha diferents entitats que s'encarreguen d'aquest tema, les que destaquen són el Departament de medi ambient i programes com ara el FPA, o Fons de Protecció ambiental, que s'encarreguen executar projectes i informar la ciutadania amb xerrades i capacitacions.

## Urbanisme

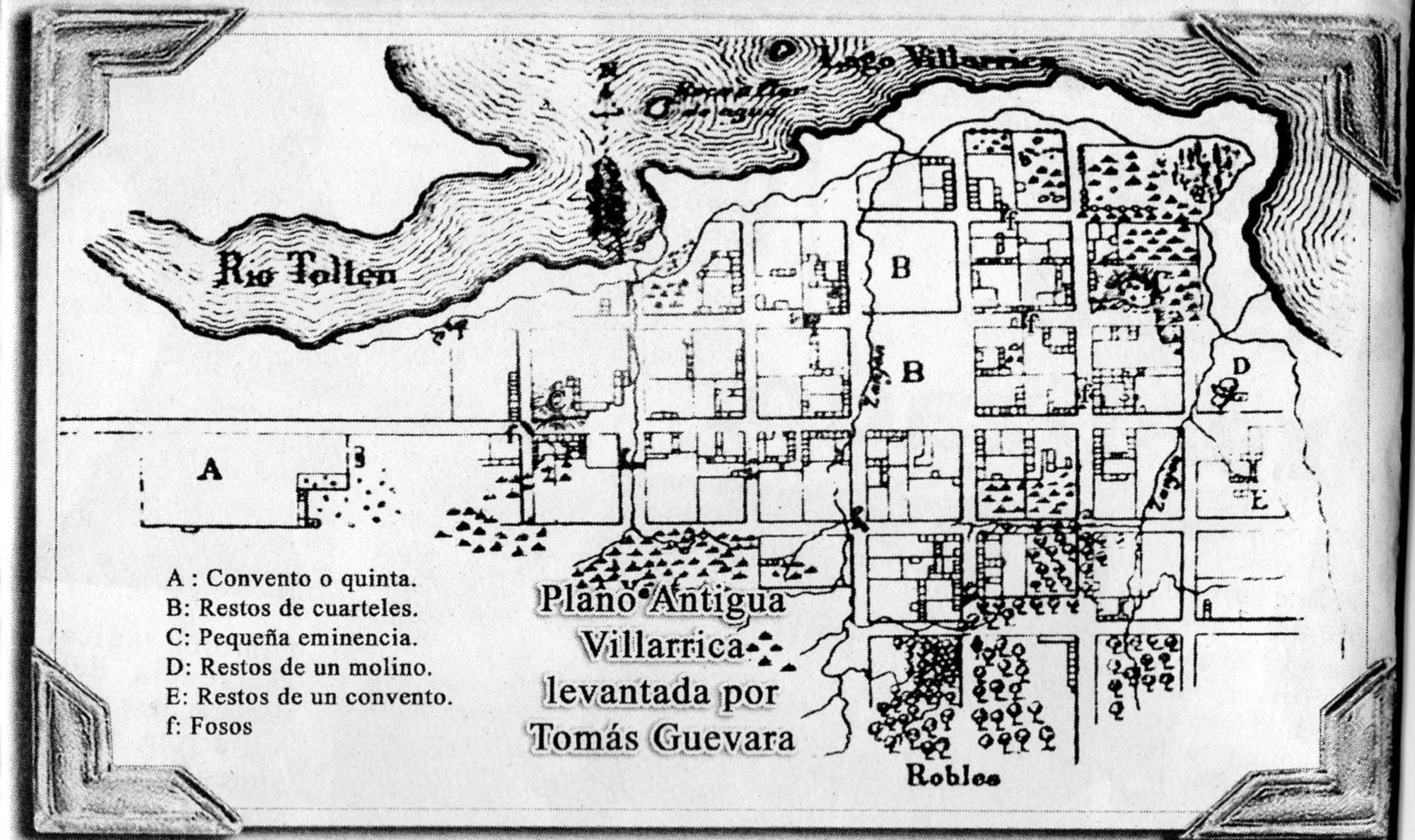
Plànol antic de la ciutat de Villarrica

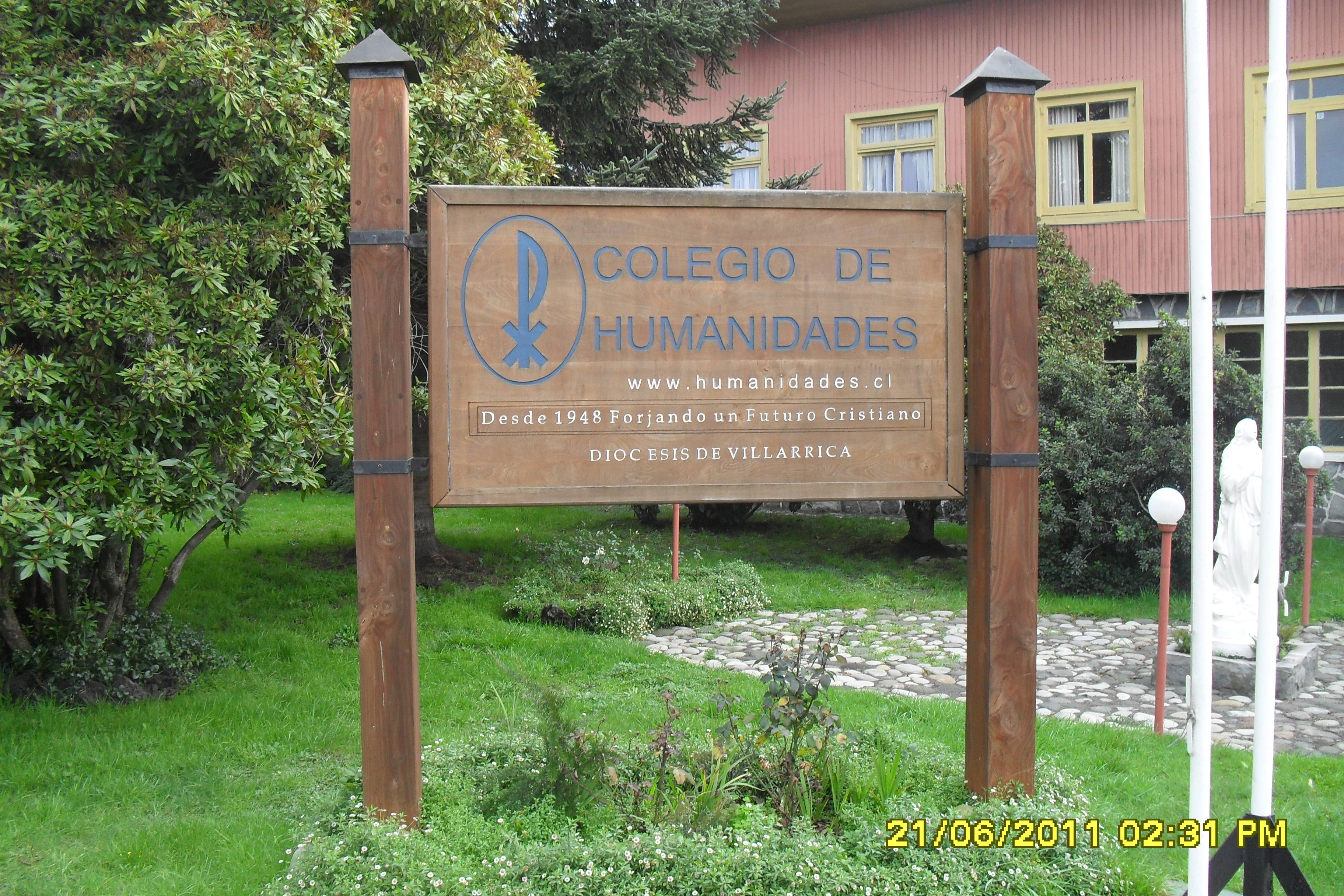
Colegio de Humanidades, establiment d'ensenyament secundari

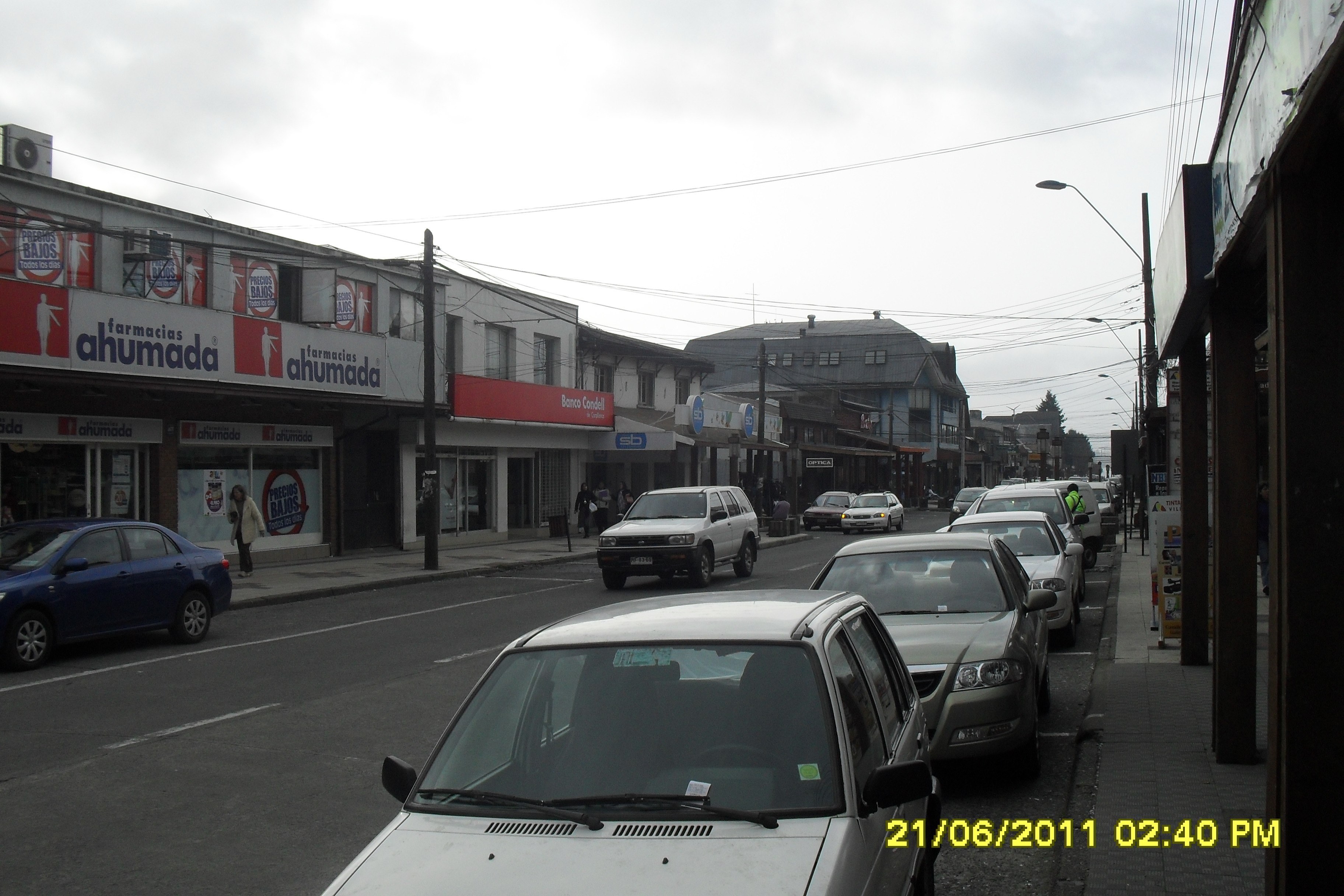
Carrer Camilo Henríquez, principal zona comercial de Villarrica

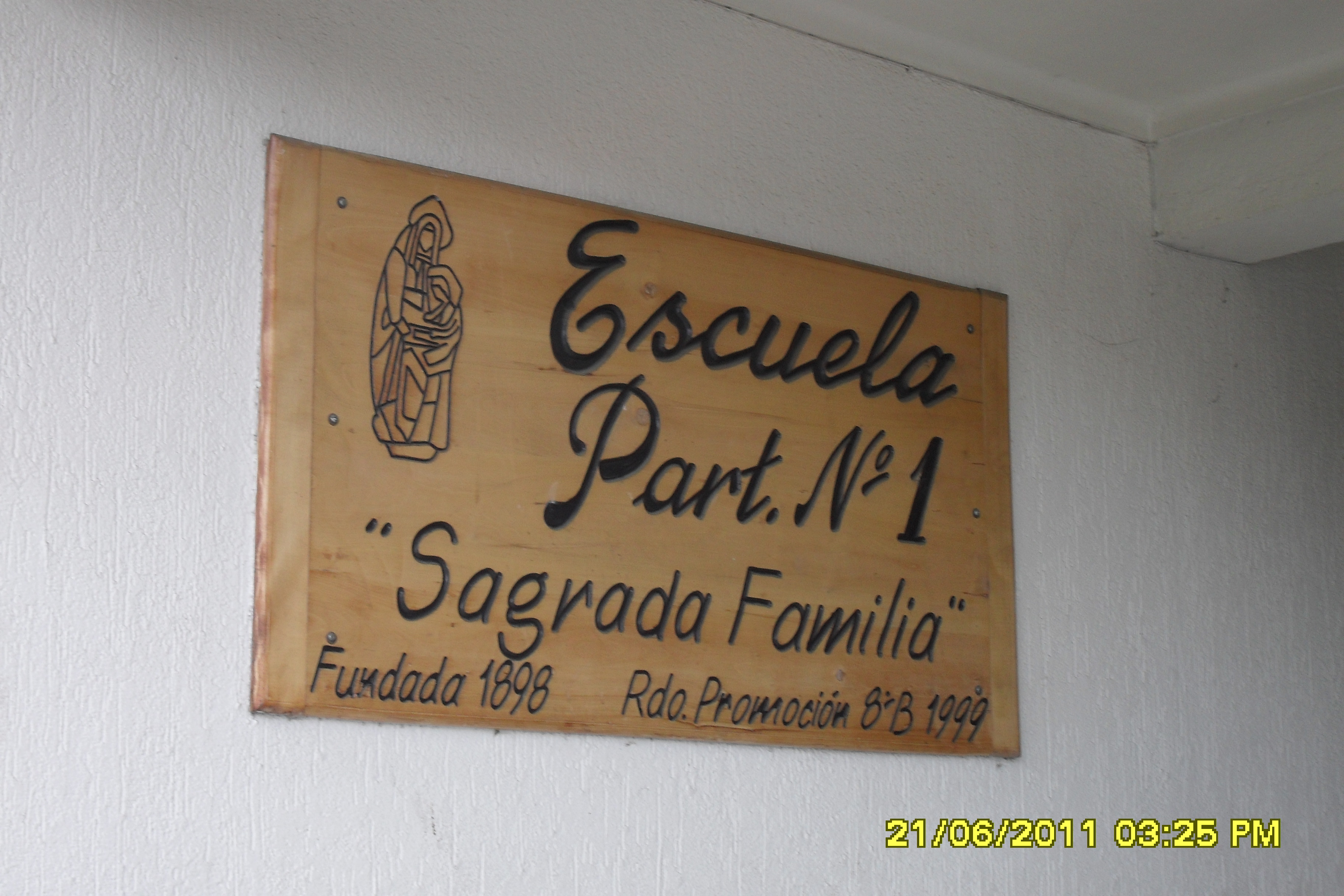
Escola Sagrada Familia, fundada en 1898

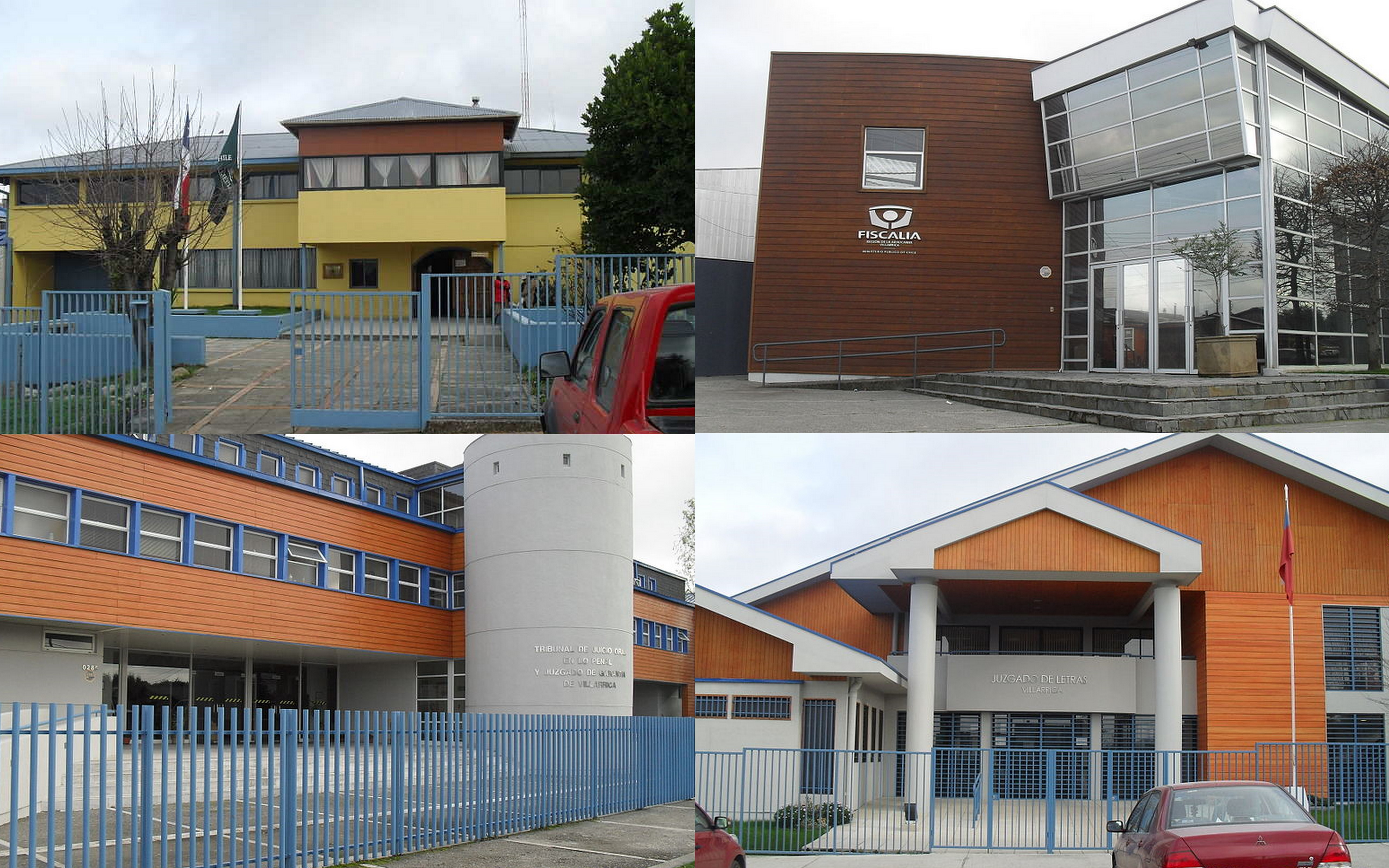
Edificis de carácter judicial a l’Avenida Pedro de Valdivia

Villarrica té un planejament urbanístic de tipus escaquer, el qual té en la seva forma més perfecta una separació del territori en quadres amb forma de quadrat i una longitud de 100 metres de costat. A causa del creixement considerable del sector residencial, aquest tipus de planejament ha estat reemplaçat per carrers més estrets i amb formes més irregulars.
Villarrica ha tingut un augment considerable en el seu sector residencial. Segons el Pla Regulador Comunal de Villarrica, aquesta comuna concentra el creixement poblacional en el sector sud-orient, mostrant irregularitats en el seu planejament de carrers. En canvi en el sector nord de Villarrica s'observa el planejament urbanístic de tipus escaquer, model clàssic dels espanyols en l'època de la Conquesta de Xile.

### Comuna de Villarrica
La comuna de Villarrica abraça molt més que la ciutat homònima, sinó que administrativament dirigeix altres localitats en constant creixement com ho són Ñancul i Lican Ray que són sectors importants dins de la comuna.

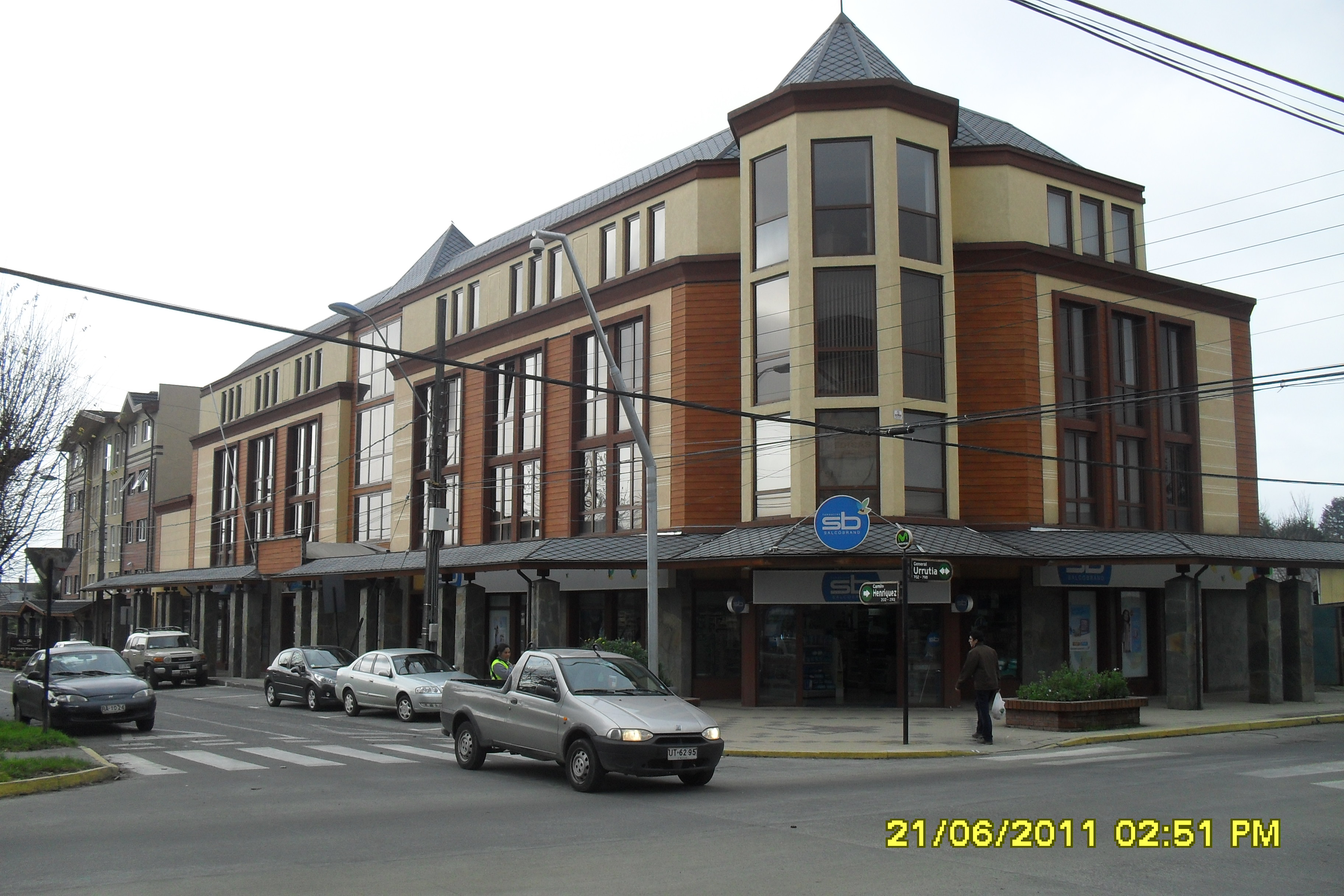
Centro de Especialidades Médicas del Lago, a la periferia del centre de la comuna

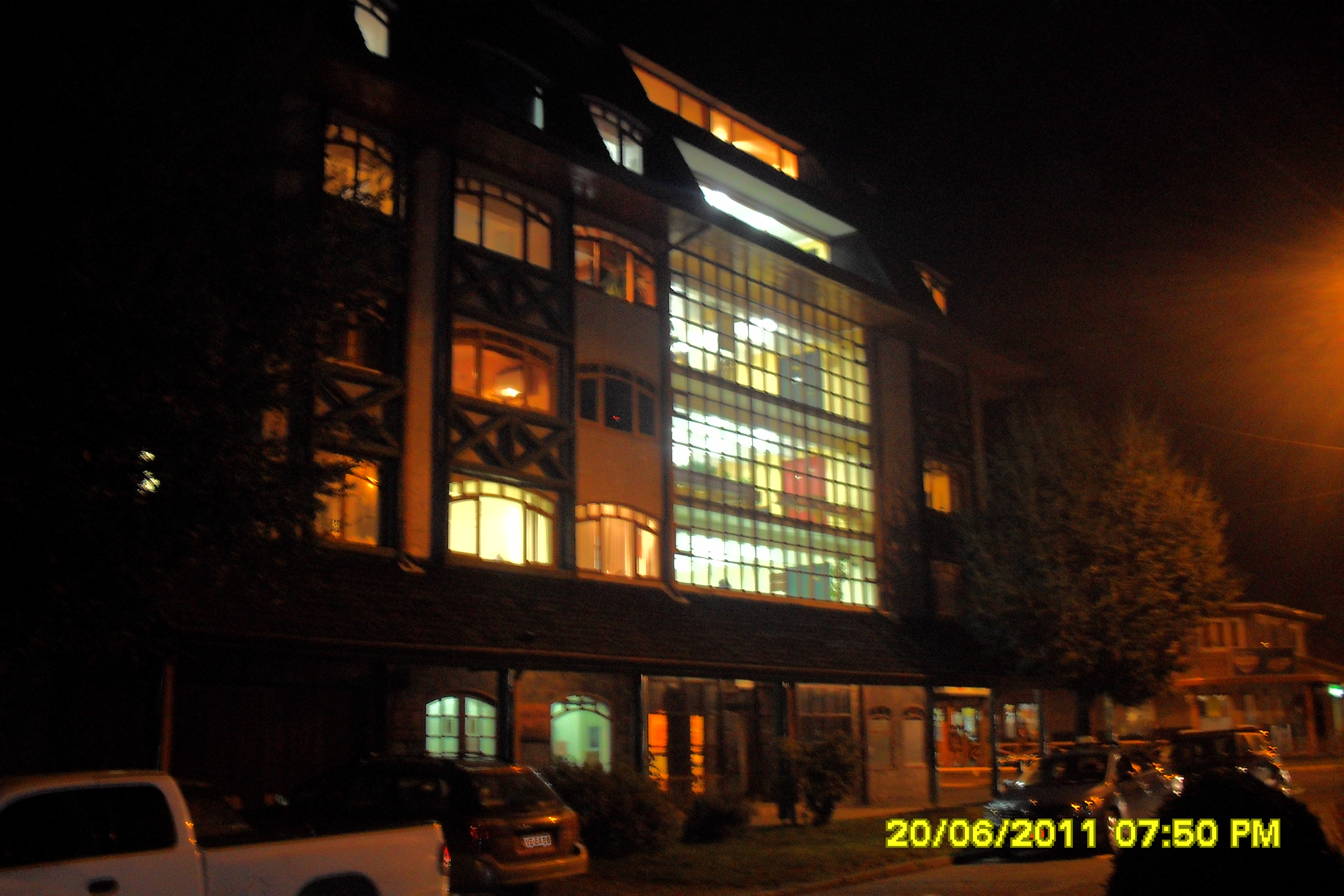
Vista nocturna de l'edifici "El Pehuén"

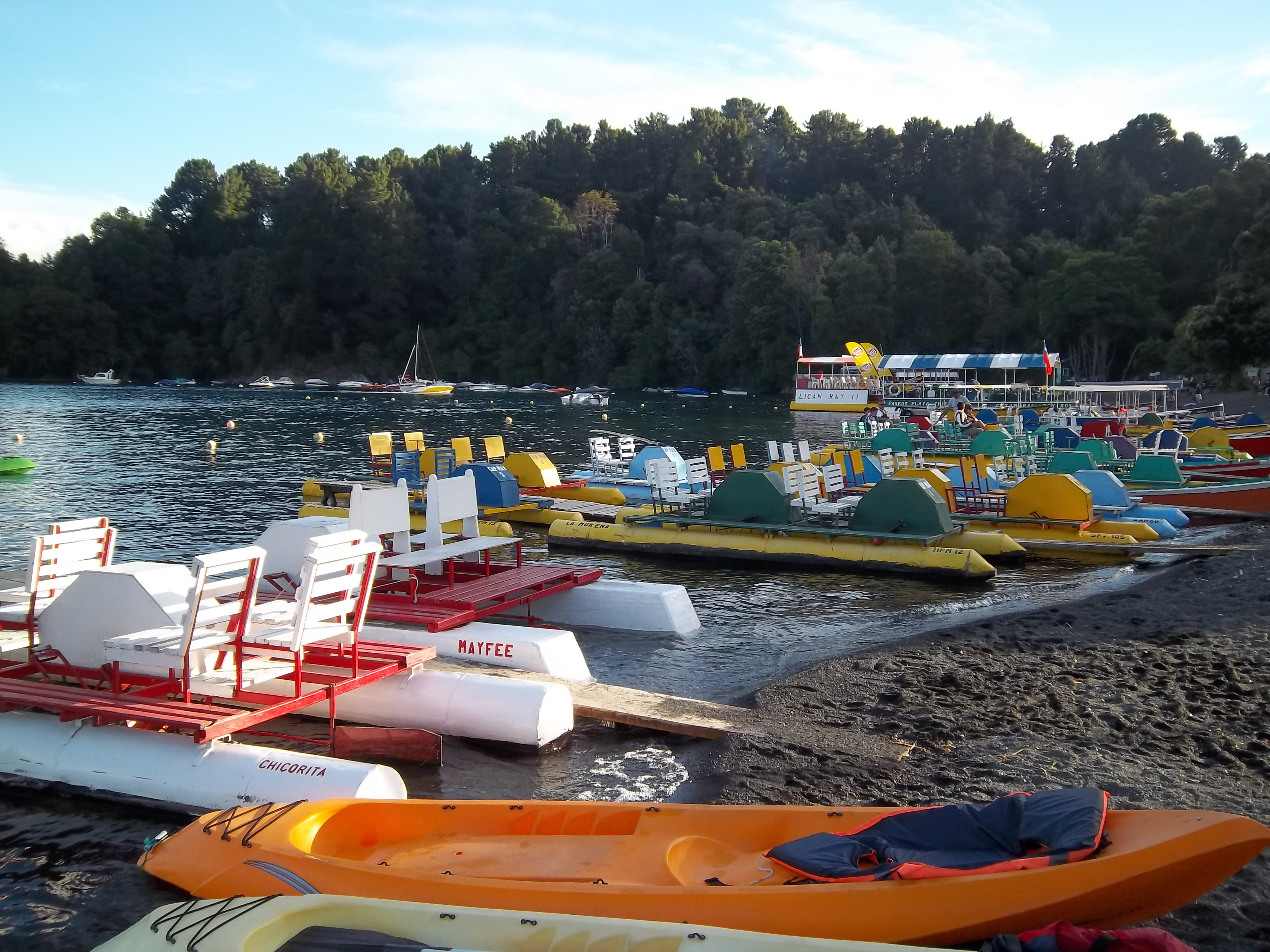
Embarcador en la Playa Chica de Lican Ray

Ñancul és una localitat ciutat dormitori de Villarrica, a 8 km de la capital comunal. Correspon a un sector, amb funciones netament residencials dins del pla urbanístic de la zona. Ñancul és a la riba del riu Voipir, amb una població de 2.500 habitantes, beneficiada per la poca distància que hi ha a Villarrica, pel que el transport interurbà de l'urbs de Villarrica, té cobertura en la zona de Ñancul i la seva rodalia. Gràcies a aquesta connexió, aquesta zona està coberta també pels serveis que ofereix Villarrica.

## Demografia
Villarrica ha tingut un creixement sostingut de la població durant les últimes tres dècades del segle xx, sofrint un salt demogràfic en el període 1992-2002. També es produeix un augment gradual de la població urbana en contraposició a la rural. A continuació s'observen estadístiques demogràfiques anteriors de la ciutat.
Villarrica ha tenido un crecimiento sostenido de la población durante las últimas tres décadas del siglo XX, teniendo un salto demográfico en el periodo 1992-2002. También se observa la tendencia de un aumento gradual de la población urbana en contraposición a la rural. A continuación se observan estadísticas demográficas anteriores de la ciudad.
| Any del cens | Població total | Pob. urbana | Pob. rural  | % Pob. urbana |
| ------------ | -------------- | ----------- | ----------- | ------------- |
| 1970         | 23.930 hab.    | 13.020 hab. | 10.910 hab. | 54,4%         |
| 1982         | 32.973 hab.    | 19.557 hab. | 13.416 hab. | 59,3%         |
| 1992         | 35.867 hab.    | 22.608 hab. | 13.259 hab. | 63,0%         |

Segons el Cens de l'any 2002, de l'Instituto Nacional de Estadísticas, la població de Villarrica era de 45.531 habitants, amb una variació intercensal del 26,9%, comparat amb els resultats del Cens de l'any 1992. La població urbana era de 30.859 hab. i la rural de 14.672 hab. El percentatge de població urbana respecte al total de la comuna era de 67,7%. La divisió de la població en sexe, llança com a resultat la quantitat de 22.694 homes i 22.837 dones.
En relació amb aquestes dades la població estimada el 2011 oscil·la entre els 50.000 i els 52.000 habitants, quantitat de població només comparable amb ciutats com Pare Padre Las Casas, Angol o Temuco, a la regió de l'Araucanía. Destaca que la comuna de Villarrica, administra diverses localitats com Lican Ray i Ñancul, pel que es considera la seva població com a part d'aquesta comuna.
La distribució de la població segons el criteri de l'edat, dona com a resultat que el grup majoritari segons el cens del 2002 a Villarrica, és el grup de 10-19 anys, que correspon al 19,3% del total de la població. 1
| Rangs d'edat | Població    | %     |
| ------------ | ----------- | ----- |
| 0-9          | 8.295 hab.  | 18,2% |
| 10-19        | 8.767 hab.  | 19,3% |
| 20-29        | 6.399 hab.  | 14,1% |
| 30-39        | 7.406 hab.  | 16,3% |
| 40-49        | 5.645 hab.  | 12,4% |
| 50-59        | 3.688 hab.  | 8,1%  |
| 60-69        | 2.748 hab.  | 6,1%  |
| 70-79        | 1.763 hab.  | 3,9%  |
| 80-más       | 837 hab.    | 1,84% |
| Total        | 45.531 hab. | 100%  |

En relació amb dades demogràfiques íntimament lligats a les persones que pertanyen a algun poble originari, constata que l'any 2002, a Villarrica hi havia una població de 7.856 habitants 2 que pertanyia a alguna ètnia originària que reconeix l'Estat. D'aquesta quantitat de població, 7.812 habitants eren persones que van declarar tenir ètnia maputxe, la que corresponia al 17,2% de la població total que vivia en aquest any.

### Religió
Villarrica és una ciutat de caràcter cristià, característica del llegat de l'Imperi Espanyol, amb una important presència de població católica, i en menor mesura de població evangèlica. La història de l'estabilitat religiosa a la comuna, es remunta a inicis del segle xx, amb la creació de la missió caputxina de Villarrica, l'any 1901.
Pel que fa a la religió catòlica, Villarrica és seu del Vicariat Apostòlic de l'Araucanía, complint les seves funcions, reformes i responsabilitats en l'edifici de la Diòcesi de Villarrica.
A Villarrica, les religions practicades per la població enquestada en el cens del 2002, es distribuïen de la següent manera
| Población encuestada | Catòlics    | Evangèlics | Testimonis de Jehovà | jueus   | Mormons  | Musulmans | Ortodoxos | Altres   | Cap, ateus, agnóstics |
| -------------------- | ----------- | ---------- | -------------------- | ------- | -------- | --------- | --------- | -------- | --------------------- |
| 32.391 hab.          | 22.290 hab. | 6.750 hab. | 367 hab.             | 19 hab. | 238 hab. | 6 hab.    | 9 hab.    | 967 hab. | 1.745 hab             |

### Seguretat ciutadana
Pel que fa als índexs de delinqüència, a principis de la dècada del 2000, la ciutat tenia resultats lleument més alts que la mitjana nacional. Algunes causes que generaven aquests resultats eren l'alta vulnerabilitat comunal i l'alt consum d'alcohol per part de la població. Actualment, és molt preocupant la quantitat de delictes greus i de connotació social que hi ha a la ciutat, com ho són els robatoris o les violacions. Aquestes dades es contraposen amb altres aspectes com la percepció de la inseguretat, la qual va disminuir en un 51%, resultats que es deuen a la implantació de projectes de seguretat en la comuna, com ho és el Pla Comunal de Seguretat Pública, posat en marxa el novembre del 2010, el qual divideix la ciutat en zones, les que són vigilades constantment per un equip de carrabiners, que s'encarrega de protegir-la i anar a crides realitzades per la ciutadania al 133 o als telèfons de cada quadrant (zona).

## Economia

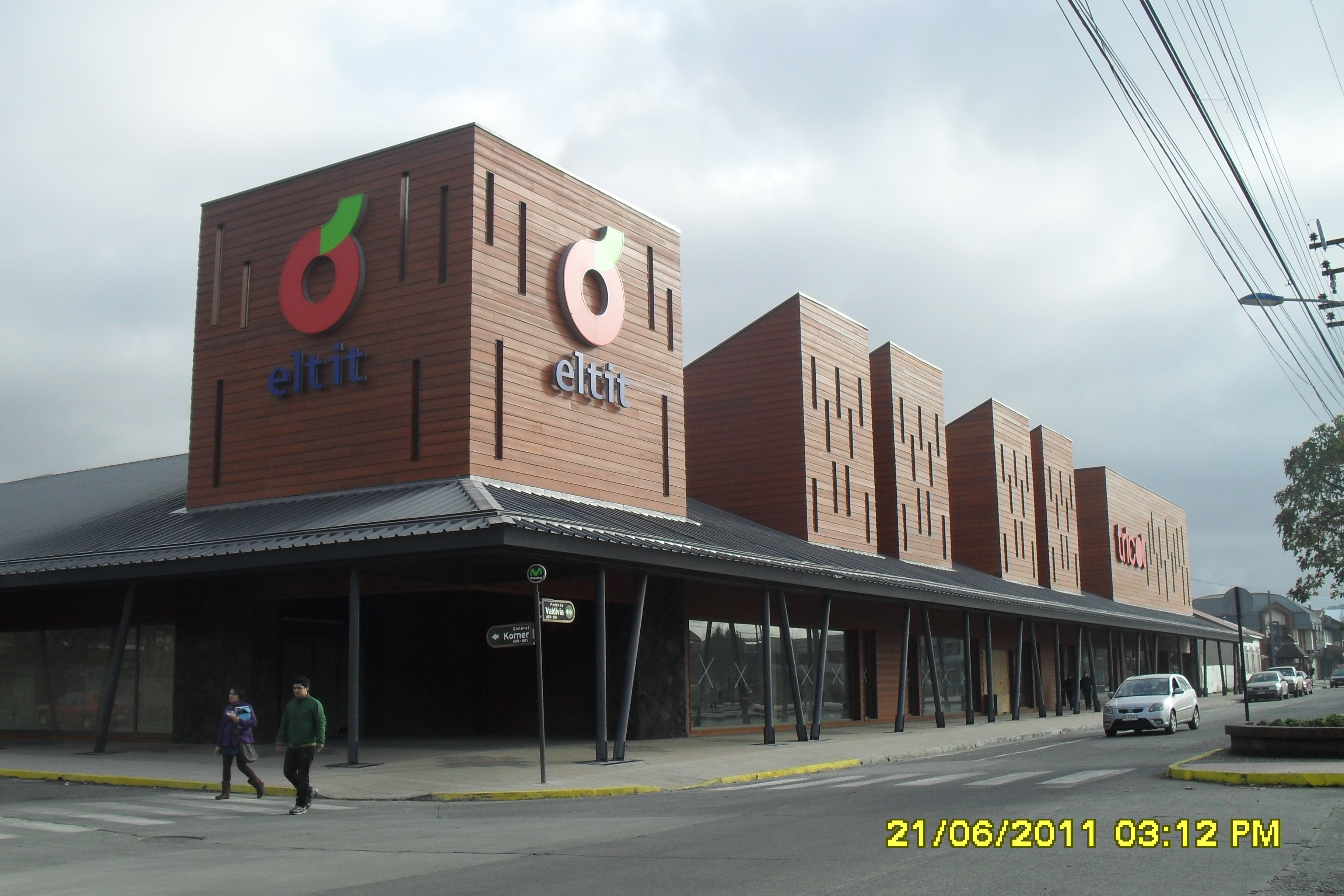
Centro Comercial Paseo Villarrica, a l'avinguda Pedro de Valdivia cantonada amb General Korner

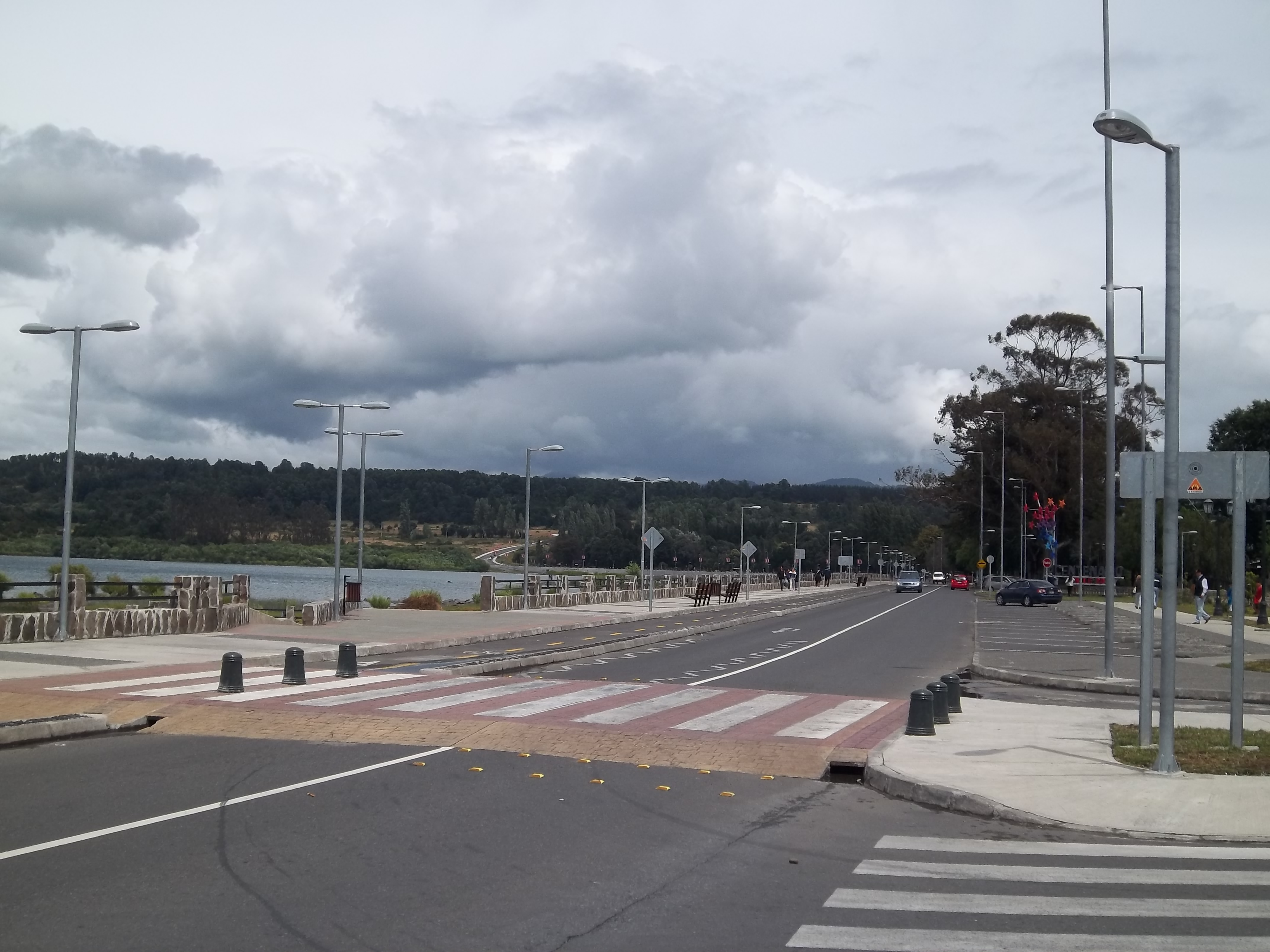
Avenida Costanera de Villarrica és un punt emblemàtic de la ciutat

Des de la seva fundació a Villarrica, les activitats econòmiques predominants han estat molt variades. En primera instància l'economia de la Villarrica del segle xvi es basava principalment en l'extracció de minerals, especialment or i plata, en safareigs propers a afluents de la zona. Amb el repoblament permanent de la comuna que es va fer a finals del segle xix, les activitats econòmiques es van reclamar a l'explotació forestal, activitat que continua activa. L'extracció de fusta a la ciutat no satisfà les necessitats econòmiques d'una ciutat amb un incipient creixement, de manera que Villarrica va haver d'insistir en noves activitats econòmiques: els serveis. La ciutat depèn eminentment del turisme, de manera que el lliurament de serveis es fa imprescindible per a una comuna en constant creixement.
Segons dades demogràfiques de l'últim cens realitzat l'any 2002, la població econòmicament activa és propera a la meitat de la població, de manera que el sector laboral de la comuna ha d'estar preparat per l'enorme quantitat gent que necessita un treball. L'economia de la comuna depèn molt de l'estacionalitat, perquè el 66,5% de la població econòmicament activa es dedica a algun sector econòmic dependent del turisme.
Aquesta taula mostra el total de la població econòmicament activa agrupada als sectors als que treballen, segons el cens del 2002 de Xile:
| Població econòmicament activa (PEA) | Agricultura | Indústria  | Construcció | Comerç     | Hotel/restaurant | Servei domèstic | Total      | %     | Otras      | %     |
| ----------------------------------- | ----------- | ---------- | ----------- | ---------- | ---------------- | --------------- | ---------- | ----- | ---------- | ----- |
| 12.933 hab.                         | 1.755 hab.  | 1.581 hab. | 1.500 hab.  | 2.237 hab. | 525 hab.         | 1.005 hab.      | 8.603 hab. | 66,5% | 4.330 hab. | 33,5% |

## Història
La teoria més acceptada sobre l'origen del nom de Villarrica, neix de la denominació inicial de la ciutat fundada el 1552, per l’adelantado Jerónimo d'Alderete, lloctinent de Pedro de Valdivia, amb la qual es fa al·lusió als safareigs i vetes d'or, trobats en les trencades dels turons i boscos. Aquesta va ser una característica que va afavorir la formació de la ciutat, ja que l'explotació de safareigs d'or i plata va ser la principal activitat econòmica de Xile al segle xvi. Un altre dels punts en discussió és el nom inicial amb la qual es funda la ciutat, ja que algunes hipòtesis apunten que la ciutat va ser fundada només com "Vila Rica" i la denominació de "Santa Maria Magdalena de Vila Rica" va ser el nom d'una antiga església de la ciutat. Una altra teoria indica que la ciutat va ser fundada amb aquest nom, el qual va ser la denominació que li va donar el seu fundador, al moment d'aixecar la ciutat.
Fundada l'any 1552, per l'adelantado Jerónimo de Alderete, aquesta localitat no ha mantingut una continuïtat històrica pel fet que estat destruïda en diverses ocasions pels maputxes, pel que ha calgut fundar dues vegades, sent l'última, l'any 1883, la definitiva. Villarrica, ciutat que ha patit de molts obstacles en la seva història que importunar la seva estabilitat polític-administrativa en Xile, ha tingut un creixement constant que l'ha deixat com una de les comunes més importants de la zona, tant per la seva oferta de serveis com a quantitat de població i la seva incipient turisme.

### Prehistòria

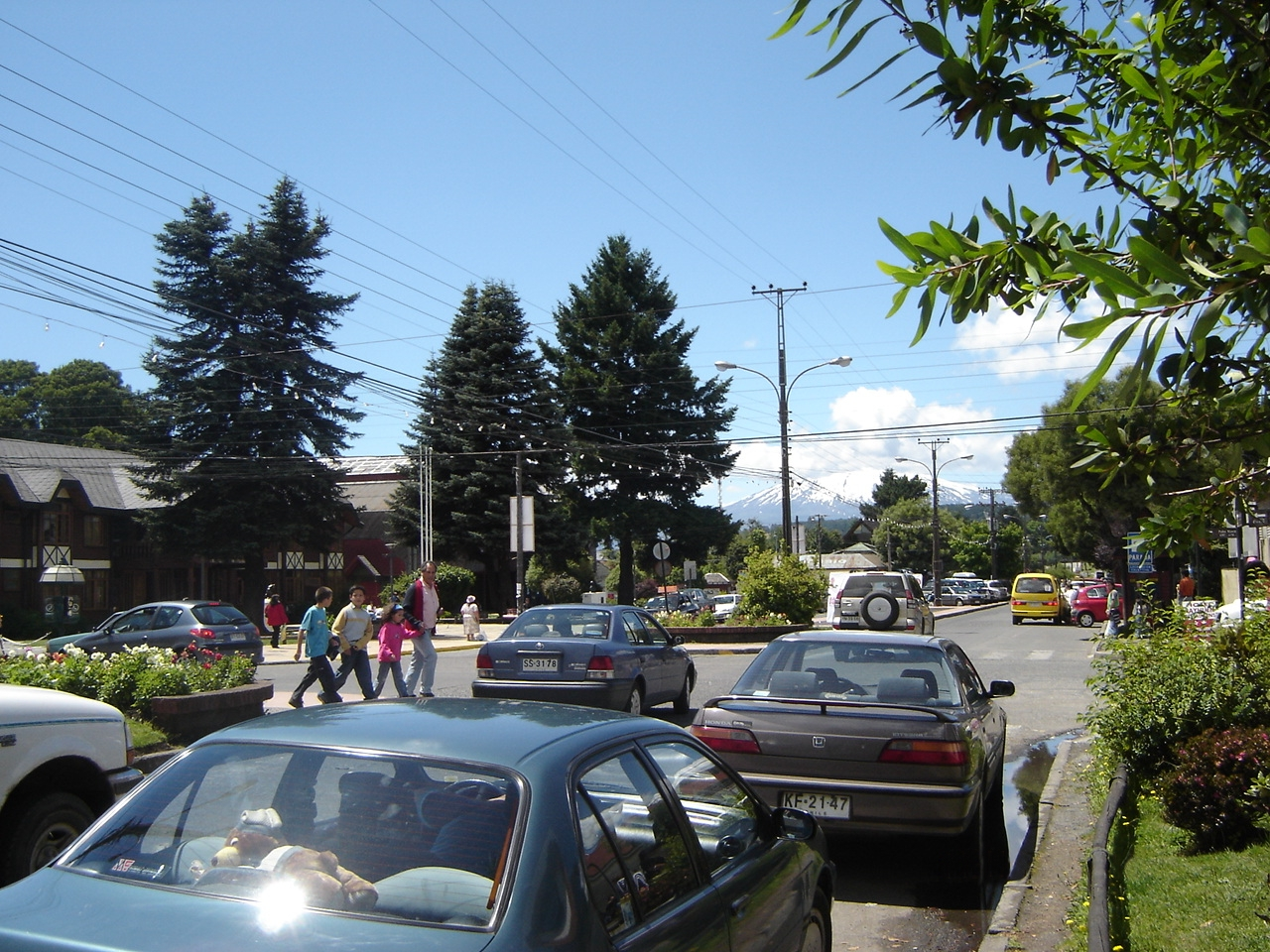
Avinguda principal de la ciutat. A l'esquerra destaca l'edifici municipal.

El poblament de Villarrica, s'inicia amb l'arribada dels primers caçadors - recol·lectors a la zona al 8000 aC. Hi ha evidències d'indústria lítica simple, artefactes d'ossos d'animals així com llavors i fruits comestibles. Les primeres evidències d'una població organitzada es remunten entre el 300 i el 1200 dC, amb agrupacions de caçadors-recol·lectors, amb indicis d'una naixent agricultura i ramaderia. Després aquestes agrupacions es van unificar formant la cultura maputxe.

### Fundació
En 1552, Gerónimo de Alderete, enviat pel Governador de Xile, Don Pedro de Valdivia, va partir des de la Imperial (actual Carahue) a fundar Villarrica, al mateix lloc on avui s'erigeix la ciutat. Villarrica va ser fundada a la riba del marge austral del riu Toltén i la riba occidental del llac de Mallalafquén (actualment, llac Villarrica). Gerónimo de Alderete l'anomenà  "Santa María Magdalena de Villa Rica". L'objectiu era explotar llocs per a garbellar d'or fluvial i consolidar un pas hivernal cap a la pampa i l'oceà Atlàntic, que per aquell temps pertanyia al territori trasandino de la Capitania General de Xile. La fundació d'aquesta ciutat, crea una nova divisió administrativa en el Xile d'aquesta època: el Corregiment de Villarrica.

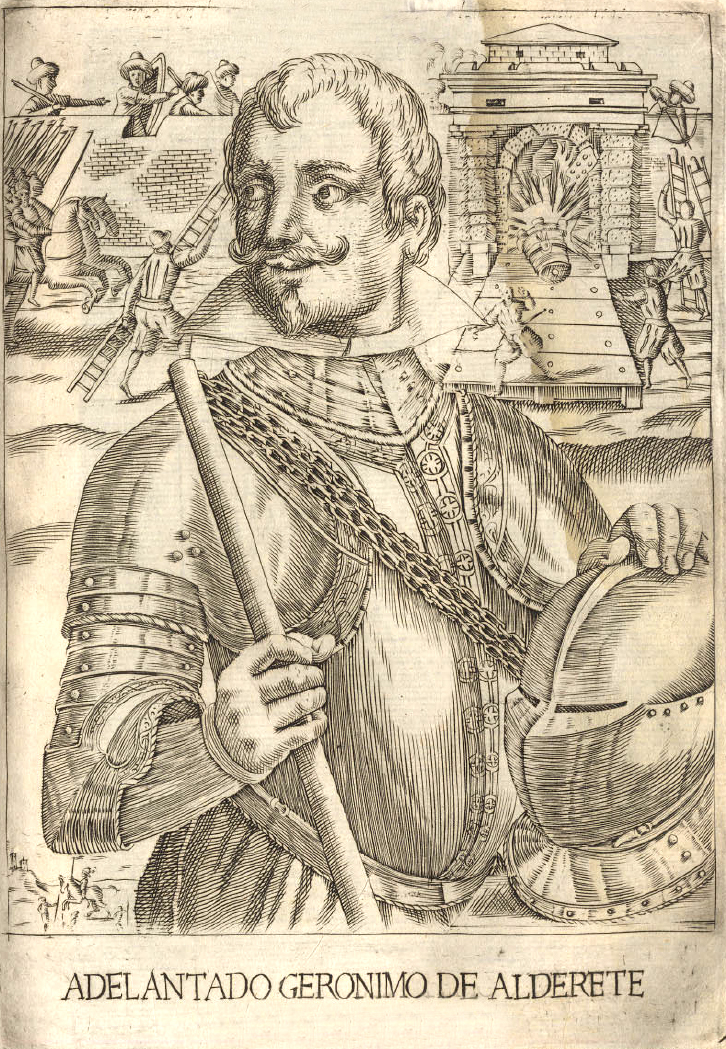
Il·lustració representant a Gerónimo de Alderete, fundador de Villarrica

Extracte de la Carta de Pedro de Valdivia a l'emperador Carles V del Sacre Imperi Romanogermànic (26 d'octubre de 1552):
| «                                                                                                | [...]Dende a dos meses, por el abril adelante, poblé la Villa-Rica, que es por donde se ha de descubrir la Mar del Norte: hice cincuenta vecinos, todos tienen indios; y así iré conquistando y poblando hasta ponerme en la boca del Estrecho, e siendo V. M. servido y habiendo oportunidad de sitio donde se pueda fundar una fortaleza, se hará para que ningún adversario entre ni salga sin licencia de Vuestra Majestad.[...] | » |
| — Claudio Gay: “Historia Física y Política de Chile.” Documentos: Tomo I, Dcto. Nº 11, Pág. 242. | |   |

### Batalla de Tucapel: evacuació i destrucció de Villarrica
La pacífica existència de la recentment fundada Villarrica, es veié interrompuda per la batalla de Tucapel, el 25 de desembre de 1553, la qual va posar fi a la vida del Governador Pedro de Valdivia. Aquella derrota militar hispana va tenir com a conseqüència el primer aixecament general indígena al comandament del toqui Lautaro. Després d'aquesta tragèdia, i com a mesura de precaució, el Governador Francisco de Villagra va ordenar despoblar les set ciutats del sud o “Ciudades de Arriba”, entre les quals figurava Villarrica. El gener de 1554, el Corregidor de Villarrica Don Pedro de Aguayo, amb ple acord del cabildo i els seus veïns, acaten l'ordre de Villagra i disposen l'urgent abandó de la ciutat i encomiendas lacustres, executant una immediata evacuació cap als forts de les ciutats de la Imperial i Concepción. Villarrica, un cop abandonada, va ser reduïda a cendres pels maputxes rebels.

### Segona fundació de Villarrica
Amb la finalització de l'alçament maputxe, una ordre dictada pel Virregnat del Perú va disposar la ràpida repoblació de les ciutats destruïdes al sud de Xile. Llavors el repoblament de Villarrica va ser un fet i, tornant a recobrar els drets i propietats dels veïns originaris, es van sumar altres tants nous veïns i soldats. La refundació es va iniciar entre octubre de 1554 i va culminar el gener de 1555; des d'aquesta data i fins a l'any 1598, la ciutat va florir en població i arquitectura, gràcies al factor econòmic de l'explotació minera d'or i plata, a més del comerç d'esclaus, vi i sal, amb les ciutats trasandinas de Córdoba i Buenos Aires. La ciutat refundada de Villarrica es va estendre al sector oest-est entre els carrers d'Isabel Riquelme i Julio Zegers, i en el sentit nord-sud des del llac Villarrica fins a l'Avinguda Pedro de Valdivia. La població estimada durant aquest període és d'uns set-cents veïns i el centre de la ciutat hauria estat el lloc on avui dia hi ha la Plaça d'Armes. Hi hagué un molí i una fàbrica de maons i teules.

### Desastre de Curalaba: nova destrucció de Villarrica
A finals de l'any 1598, els toqui Pelantaro i Anganamón, organitzaren una nova rebel·lió general, la qual va tenir com a segell la victòria que van aconseguir en la batalla de Curalaba, on va morir el governador Óñez de Loyola i cinquanta soldats. La rebel·lió acabaria després de 4 anys en què van destruir totes "les ciutats de Dalt", denominació donada a totes les ciutats situades al sud del riu Bío-Bío.
Villarrica va tenir serioses dificultats de comunicació amb les ciutats més properes: la Imperial i Angol pel nord, i Valdivia i Osorno pel sud. Les raons s'expliquen per la seva posició geogràfica i l'aguait dels maputxes. Per tant, la ciutat va haver d'enfrontar a l'enemic sense la possibilitat de cap ajuda provinent de l'exterior. La defensa de la ciutat va estar dirigida pel capità Rodrigo de Bastidas, Corregidor de Villarrica, al comandament de 150 arcabussers, 50 genets i 5 peces d'artilleria, a més de 500 indígenes amics.
En 1599, la revolta maputxe dirigida per Kumiñanko, va ser una de les més fidels mostres del poder d'atac dels maputxes, però tot i així les defenses de Villarrica aconseguir repel·lir aquest atac. Durant els propers 2 anys la ciutat va sofrir constants atacs que van anar reduint les defenses de la ciutat a un fort situat en el marge occidental de la ciutat. La dita fort es va formar en el que actualment avui és el sector dels carrers General Urrutia, José Manuel Balmaceda i San Martín.
Van passar tres anys en què el setge de l'enemic va anar augmentant, el que va impossibilitar la recol·lecció d'aliments als afores de la ciutat, de manera que els supervivents van haver de recórrer a l'antropofàgia.

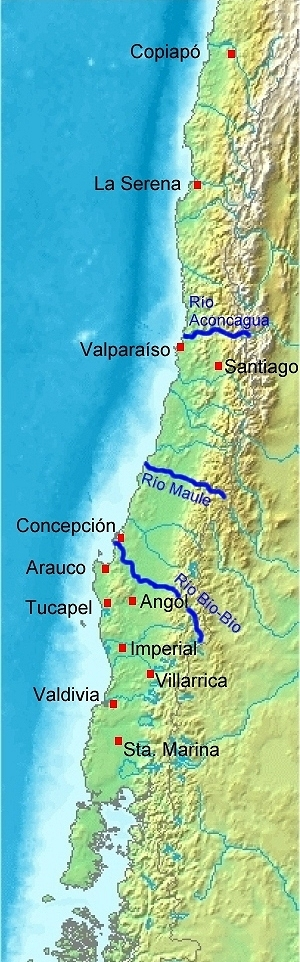
Ciutats fundades pels espanyols abans del 1598

| «                                                                          | [...]En el cerco de la Villa Rica encarecía el hambre el valor de la comida y hacía esta despreciar el oro y la plata aunque nunca falta quien lo codicie, aunque sepa que la ha de perder. Valía una morcilla de sangre de caballo, diez pesos de oro; un tasajo, catorce; un celemín de cebada, cuarenta. Hombre hubo que durante el hambre se comió media cuera de ante de Castilla y dos panes de jabón. Una mujer se comió, acabada de parir, la criatura de sus entrañas. Carne humana la comieron muchos, y de los indios que mataban hacían cecinas. Creció tanto la necesidad que los hombres querían echar suertes para comerse unos a otros. Más, el esforzado capitán Bastidas, con su ánimo y mucha prudencia, les disuadió de una cosa tan abominable, persuadiéndoles a lo que era menos mal, que comiesen carne de los indios que se mataban, diciéndoles que con eso estarían más valientes y más gallardos para pelear, porque la gallardía de su valor juntarían con la valentía de los indios, convirtiéndola en sustancia[...]la gente más flaca como las mujeres y los niños, se caian muertos de hambre, y ya las dejaban irse al campo enemigo para no verlas morir ante sus ojos y cada una iba por donde queria, sin obediencia las hijas a las madres y las mujeres a los maridos; porque el hambre no guardaba respeto a la obediencia por conservar la vida[…] | » |
| — Diego de Rosales: "Historia General del Reino de Chile, Flandes Indiano" | |   |

Els maputxes oferir en moltes oportunitats als defensors de Villarrica, la rendició, però aquests no l'acceptaven a causa que tenien l'esperança de l'arribada de reforços, els quals mai van arribar. El 7 de febrer de 1602, el toqui Kuminawel, inicià l'últim atac al fort de Villarrica, el qual quedava amb 11 homes i 13 dones. D'aquests només 11 veïns hispans van aconseguir evadir la captivitat i incorporar novament a la vida cristiana que va aconseguir subsistir al nord del riu Bio Bio.
| « | [...]Llegó el último día de la ciudad, que a orillas del lago Mallohuelavquén, fundara el capitán Jerónimo de Alderete en 1552. Después de tres años de una lucha tan desigual, hubieron de hacer frente a un poderoso ataque dirigido por el cacique Cuminaguel, el que ordenó simultáneamente prender fuego a los restos del fuerte. Previamente el jefe mapuche mencionado, acompañado de un hijo menor de Bastidas, que tenía en su poder, les instó a rendirse, concediéndoles, en cambio, la vida a él y a los sitiados. La respuesta del valiente Bastidas no se hizo esperar y en un gesto de cólera sublime exclamó: < ¡Fuego al cañón, fuego a los arcabuces ! > Hombres y mujeres combatieron indomables con la altivez y heroísmo de siempre; pero como deja constancia don Juan de Maluenda, <...con ser tan pocos, no perdíamos ningún punto de nuestra defensa, hasta que con fuegos y humacos que nos dieron los enemigos en el fuerte nos rindieron; estábamos conjurados de no rendirnos sino morir por nuestro rey y patria... > Y en el último soplo de vida que selló la muerte definitiva de Villa Rica, el 7 de febrero de 1602, los restos de edificios o viviendas que permanecían aun en pie, quedaron reducidos a un hacinamiento de cenizas y residuos calcinados[...] | » |
| — Fernando Allende Navarro: "Los Caciques Gobernadores del Toltén, La Ruina de la Villa Rica y La Información de don Juan de Maluenda.", Págs. 186 y 187. | |   |

### Tercera fundación de Villarrica
Les ruïnes de l'antiga ciutat de "Villa Rica", restaren abandonades durant 280 anys, en els quals hi va haver diverses missions per repoblar Villarrica, però cap d'elles va tenir èxit, fins al 31 desembre de 1882, amb l'històric Parlament de Putué, en el qual van participar els cacics Leandro Penchulef de Putué; Luis Aburto Aquiñanko de Niguén i Saturnino Epulef, a més de la presència del Coronel Gregorio Urrutia. Val a dir que Saturnino Epulef fou l'únic líder maputxe que s'oposà al repoblament de Villarrica, però tot i així a causa de la pressió de les tropes xilenes i dels seus col·legues maputxes, s'aprovà la refundació de la ciutat.
| «                                                          | "[...]Urrutia no fue el mismo de la jornada anterior y en tono enérgico y cortante díjole que aunque el Gobierno le había enviado en una misión de justicia y paz, no estaba dispuesto a tolerar más tropiezos y que tomaría toda la tierra que estimara necesaria. El noble Epulef, a punto de llorar de impotencia, se retiró sin pronunciar palabra[...]" | » |
| — Horacio Lara: “Crónica de la Araucanía”. Pág. 452, 1883. | |   |

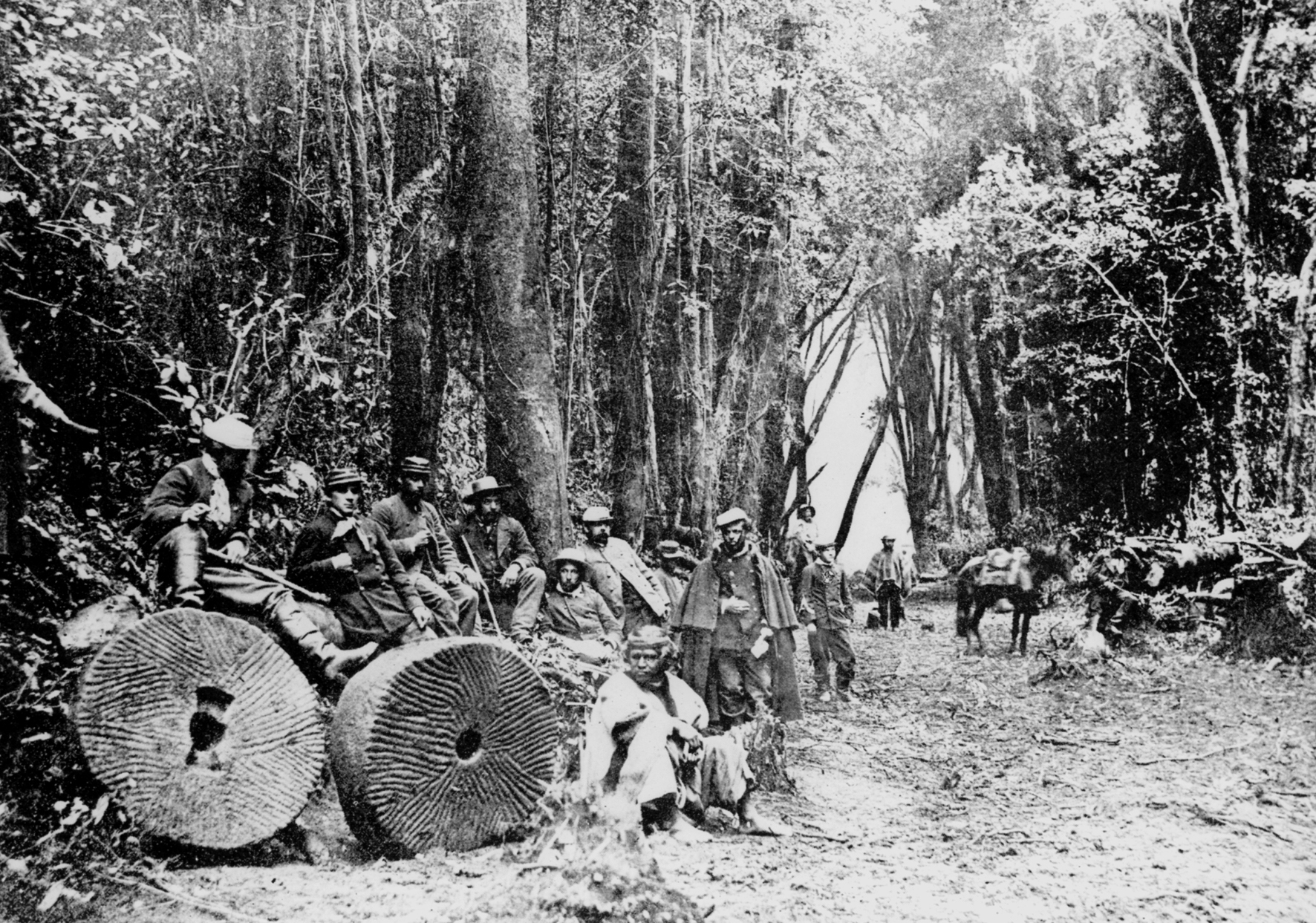
Fotografia de las Tropas del Coronel Gregorio Urrutia durant l'ocupació i reconstrucció de Villarrica en 1883.

Després de la revolta soferta es va procedir a hissar la bandera de Xile i es va escriure l'acta oficial de fundació. Immediatament després d'un acte d'inauguració, el coronel Urrutia va enviar un telegrama dirigit a les autoritats donant compte de la possessió de les ruïnes de la "Vila Rica" per les tropes xilenes. A causa dels possibles atacs que puguin realitzar els indígenes es va aixecar una fortificació per seguretat dels nous veïns xilens. El 27 febrer 1883 es va construir un altre fort en el que avui és Pucón, naixent així la ciutat i balneari homònim.

### Segle XX i XXI
A principis del segle xx, la comuna de Villarrica pertanyia a l'antiga província de Valdivia, específicament en el Departament de Villarrica, el qual era encapçalat per Pitrufquén. Amb l'arribada de colons a Villarrica, i en general a la zona lacustre, comportà un augment gradual de la població i a més va produir un sincretisme cultural; entre els colons estrangers, i nacionals amb la població mestissa, i amb els maputxes. El poblament gradual de la zona va desencadenar la marginació de la població maputxe a reduccions. La presència d'un volcà de forma perfecta, coronat per neus perpetues i reflectit en un llac, van produir la primerenca aparició del turisme a la zona. En 1923 s'obre el primer hotel a Villarrica i en 1924 ja hi havai turisme organitzat. El tren arribava fins a Freire i un vehicle de motor connectava amb Villarrica en cinc hores. El vapor Alessandri feia viatges a Pucón; també havia passejos al cràter del volcà Villarrica, a les termes de Palguín i al volcà Lanín.
A causa del creixement de Villarrica, a la dècada dels 30, aquesta comuna pas a ser la capital del Departament de Villarrica, abans encapçalat per Loncoche des 1927, dins de la nova província de Cautín. Aquest ordenament politicoadministratiu es va mantenir fins a 1976. En 1933 s'inaugura el tren de Loncoche a Villarrica, i el vapor Doña Rosa, per a dos-cents passatgers.
El Departament de Villarrica va ser desarticulat l'any 1976, a causa del procés de regionalització del país, de manera que Xile va quedar dividit en regions, i aquestes en províncies, i aquestes al seu torn en comunes, cal destacar que aquest model es manté fins avui dia. Amb això, la comuna de Villarrica pertany a la IXa Regió de l'Araucanía i a la província de Cautín.
El turisme a la zona va començar el seu auge en els anys 80, i cada any s'observa un creixement sostingut d'aquest sector a la zona, fins a l'actualitat. En 1998 el tren que feia el recorregut Villarrica-Loncoche tenir el seu últim viatge, per després cancel·lar per sempre les seves operacions. Actualment en aquesta zona s'emplaça el sector poblacional de la Villa Estación.
Villarrica és una de les destinacions més visitades de tot Xile, juntament amb Pucón. L'oferta turística, de serveis, d'esdeveniments i de naturalesa; la fan un lloc de creixement, desenvolupament i importància dins de la zona lacustre de la regió.